# Калига
Калига (caliga, мн.ч. caligae) e обувка, ползвана от римските легионери. Те са здрави сандали с подметки от до три пласта говежда кожа. Войниците с по-висок ранг имат подметки с бронзови цинтове. Обикновеният войник има 80 до 90 железни цинта. Обувката се прави само от едно парче кожа по крака.